# Investec
Investec est un groupe bancaire et de gestion de patrimoine international anglo-sud-africain. Le groupe fournit une gamme de produits et services financiers à une clientèle en Europe, en Afrique australe et en Asie-Pacifique.
Investec est doublement coté  à la Bourse de Londres  et à la Bourse de Johannesburg. Il fait partie de l'indice FTSE 250.
Investec a été fondé en 1974 en tant que petite société de crédit-bail et de financement à Johannesburg, en Afrique du Sud, par Larry Nestadt, Errol Grolman et Ian Kantor. Le groupe s'est développé grâce à la croissance et aux acquisitions. Il a obtenu une licence bancaire en 1980 , et a été coté pour la première fois à la JSE Securities Exchange en Afrique du Sud en 1986, après avoir fusionné avec Metboard, une société fiduciaire. En 1988, Investec Bank Limited a été restructuré en Investec Group Limited ("IGL"), donnant à Investec Management et au personnel le contrôle de la société.
En 1990, Investec a acquis la société de gestion immobilière I. Kuper & Company (Pty) Limited, Corporate Merchant Bank Limited (anciennement Hill Samuel Merchant Bank Limited) et la société de financement du commerce Reichmans Limited. Investec est entré sur le marché britannique en 1992, en acquérant Allied Trust Bank Limited (« ATB »), basée à Londres, sa première acquisition internationale. En 1998, Investec a acquis Guinness Mahon, une importante banque d'affaires basée à Londres, et Henderson Crosthwaite, sa branche de courtage, pour 95 millions de livres sterling. La société a également acheté Hambros plc, une autre banque d'affaires basée à Londres la même année. Elle a été cotée pour la première fois à la Bourse de Londres en 2002. En 2003, dans le cadre d'une transaction Black Economic Empowerment, empowerment partners a acquis une participation de 21,5 % dans la société Investec cotée en Afrique du Sud.

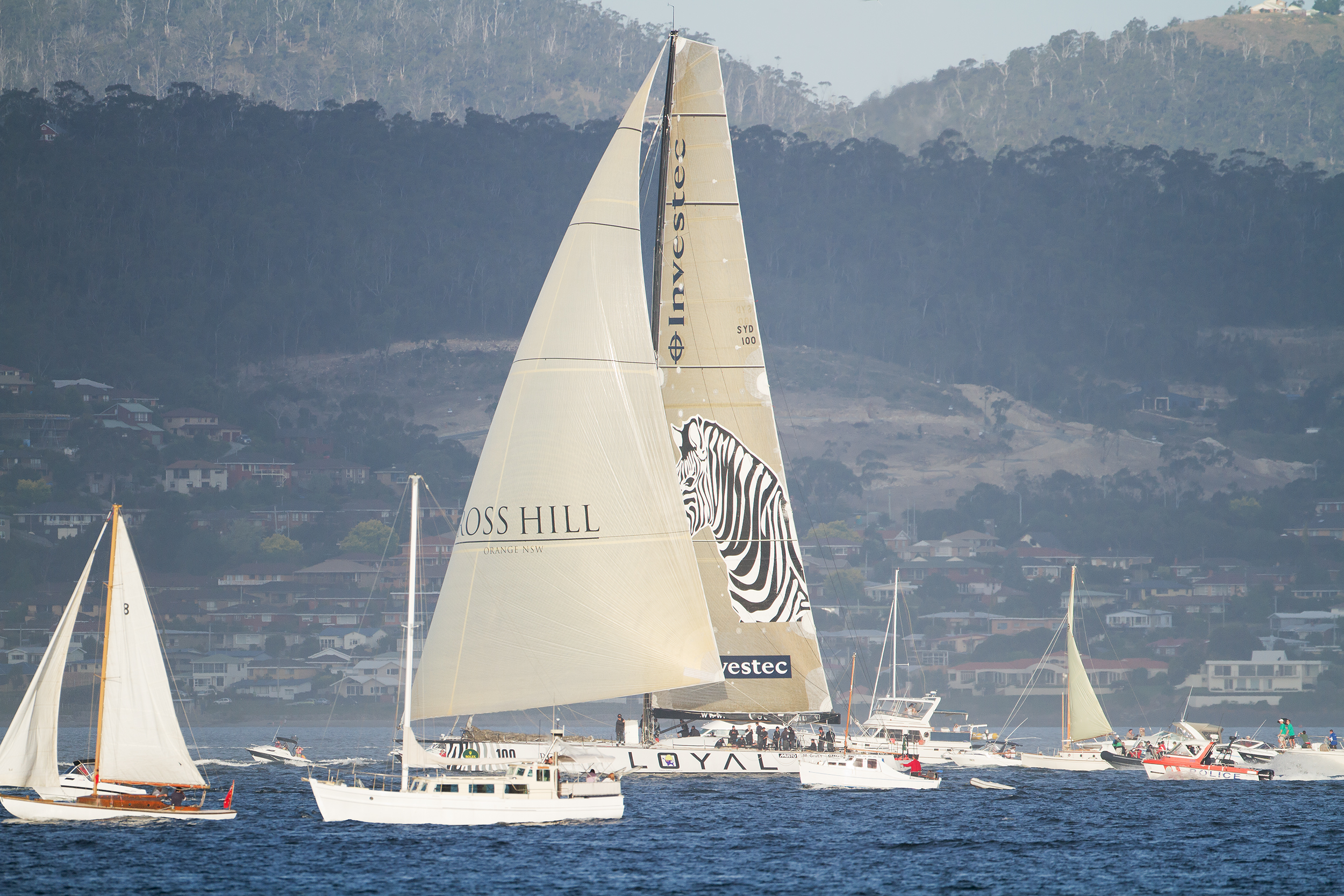
Investec Loyal, quelques instants avant de remporter la Sydney to Hobart Yacht Race 2011

En 2005, Investec a vendu son opération de courtage de clients privés au Royaume-Uni, Carr Sheppards Crosthwaite Limited à Rensburg plc. Investec conserve une participation de 47,7 % dans l'entité combinée, Rensburg Sheppards plc. En 2007, Investec plc a acquis Kensington Group plc  et Experien (Pty) Ltd. 
Investec plc a acquis les actions restantes de Rensburg Sheppards plc en 2010. Cette activité a depuis été rebaptisée Investec Wealth & Investment et intègre d'autres activités de gestion de patrimoine précédemment opérées par l'intermédiaire de la banque.
En juin 2012, Investec plc a finalisé l'acquisition pour 32 millions d'euros de la société de courtage irlandaise NCB. En conséquence, Investec emploie désormais plus de 240 spécialistes en Irlande.
En décembre 2017, Investec a acquis Amicus Commercial Finance et l'a rebaptisé Investec Capital Solutions.
En septembre 2018, à la suite d'un examen stratégique, les conseils d'administration d'Investec plc et d'Investec Limited ont annoncé qu'Investec Asset Management deviendrait une entité cotée séparément. En mars 2020, l'activité de gestion d'actifs a été scindée et répertoriée sous le nom de Ninety One plc . Le nouveau nom est une reconnaissance de l'héritage de la marque - c'est en 1991 que la société d'investissement a été créée en Afrique du Sud.
En avril 2023, le gestionnaire de patrimoine britannique Rathbones a accepté d'acheter les activités de gestion de patrimoine et d'investissement d'Investec au Royaume-Uni et dans les îles anglo-normandes pour 839 millions de livres sterling. L'accord exclut Investec Bank (Suisse) et Investec International Wealth Business.

## Opérations
Investec emploie environ 8 200 personnes dans le monde et opère principalement en Afrique du Sud et au Royaume-Uni. Elle a également des opérations bancaires en Irlande, en Suisse, à Maurice, à Guernesey, en Inde, à Jersey et aux États-Unis.

## Produits et structure divisionnaire
Investec se compose de deux domaines d'activité, à savoir: la richesse, et l'investissement et la banque. Ses divisions bancaires spécialisées comprennent la banque privée, pour les particuliers fortunés et à revenu élevé, et la banque d'entreprise et d'investissement, fournissant des services de prêt, de banque transactionnelle, de trésorerie et de négociation, de conseil et d'investissement.

## Structure légale

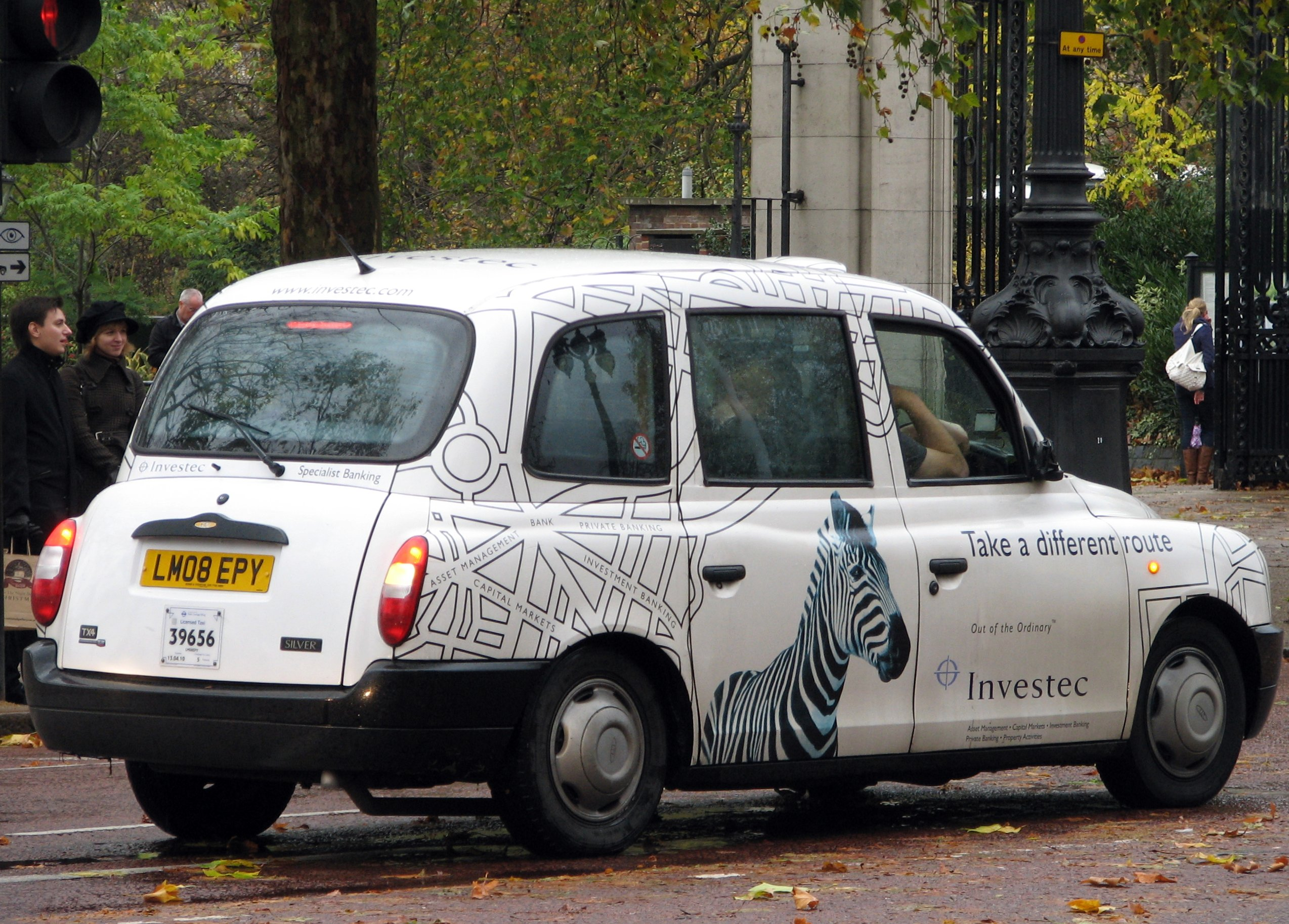
Publicité Investec sur un taxi londonien TX4

En juillet 2002, Investec est devenue la première société sud-africaine à être cotée à la fois sur les bourses de Londres et de Johannesburg, en mettant en place une structure de sociétés à double cotation (DLC).
Les principales caractéristiques de la structure DLC sont :
- Investec plc et Investec Limited sont des entités juridiques et des cotations distinctes, mais sont liées par des accords et des mécanismes contractuels[21].
- Investec plc est la société holding de la majorité des opérations du groupe en dehors de l'Afrique australe et Investec Limited est la société holding de la majorité des opérations du groupe en Afrique australe[21].
- Investec fonctionne comme une seule entreprise économique unifiée[21].
- Les actionnaires ont des intérêts économiques et des droits de vote communs comme si Investec plc et Investec Limited étaient une seule société[21].
- Les créanciers, cependant, sont cantonnés à Investec plc ou à Investec Limited car il n'y a pas de garanties croisées entre les sociétés[21].

## Autonomisation en Afrique du Sud
L'approche d'Investec en matière de transformation en Afrique du Sud implique :
- Favoriser la création de nouvelles plateformes entrepreneuriales noires [22]
- Servir de source de financement de l'autonomisation [22]
- Encourager la transformation interne en apportant une plus grande représentativité au travail. Investec se concentre sur la création d'entrepreneurs noirs au sein de son organisation [22]

## Parrainages

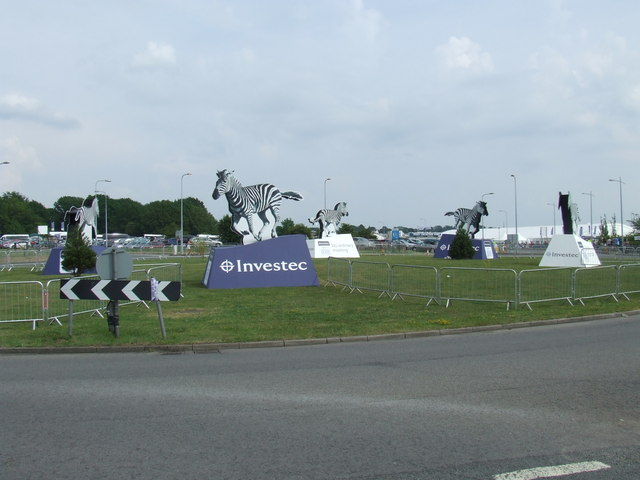
Investec au Derby d'Epsom, 2010

Investec a annoncé un parrainage en titre de dix ans du cricket Investec Test Match pour le England and Wales Cricket Board le 24 novembre 2011 au Lord's Cricket Ground. L'accord couvrait toutes les séries de tests à domicile et a duré six ans jusqu'à l'été 2017, lorsque la société a exercé une clause de rupture dans son contrat avec la BCE.
Investec est devenu le sponsor principal des équipes de hockey féminin d'Angleterre et de Grande-Bretagne en juillet 2011, du niveau local au niveau international, pour une somme non divulguée. L'accord était initialement d'une durée de cinq ans, et en mars 2016, l'accord a été prolongé de quatre ans supplémentaires, mais n'a pas été renouvelé lorsque le contrat a pris fin en août 2020,.
Investec a été impliqué dans un certain nombre de parrainages de rugby à travers le monde, déclarant que "le rugby incarne les croyances d'Investec dans le travail d'équipe collaboratif, le jeu innovant et la détermination et c'est pour ces raisons que nous soutenons de nombreuses initiatives de rugby". De 2000 à 2011, Investec a parrainé les internationaux d'automne à domicile de l'Angleterre Rugby Union. Les 35 matchs au cours de la période de 12 ans étaient connus sous le nom d'Investec International Series (anciennement Investec Challenge) et ont été disputés au stade de Twickenham, en Angleterre. En 2010, Investec est devenu le sponsor officiel de la compétition de rugby des Tri Nations en Nouvelle-Zélande, désormais connue sous le nom de Rugby Championship,. En 2016, l'accord a été prolongé jusqu'en 2020, et en 2019, la compétition était connue sous le nom de championnat de rugby Investec en Nouvelle-Zélande. Investec sponsorise la compétition de Super Rugby depuis 2011, date à laquelle elle a acquis les droits de dénomination en Nouvelle-Zélande,. Investec soutient également l'International Rugby Academy South Africa qui vise à capitaliser sur une demande inexploitée de haute performance dans le domaine du rugby et de l'entraînement en Afrique du Sud.
Investec est devenu un sponsor à long terme du festival The Derby au Royaume-Uni en 2009. L'accord a été prolongé jusqu'en 2026, mais le Jockey Club a accepté de mettre fin au parrainage en 2020 après le report du 241e Derby Festival le 4 juillet 2020,. La compétition de course de deux jours est devenue connue sous le nom d'Investec Derby Festival, incorporant deux des cinq courses classiques britanniques, The Oaks et The Derby, cette dernière étant également connue sous le nom de plus grande course de plat au monde,,. Investec a également parrainé l'Investec Cape Derby en Afrique du Sud depuis 2009.
Investec est devenu le sponsor officiel des maillots des matchs de coupe nationale de Tottenham Hotspur et des matchs de l'UEFA Champions League pour les matchs 2010/2011 et de l'UEFA Europa League pour les saisons 2011/2012. Ce parrainage a marqué la première promotion dans le monde du football pour Investec,. En 2014, Investec est devenu le sponsor officiel du maillot du Widnes FC dans la division 1 de la Ligue de football des comtés du Nord-Ouest.
Depuis 2005, Investec parraine un projet phare lancé par le Kutlwanong Center for Math, Science and Technology. Le projet vise à améliorer les compétences en mathématiques et en sciences des élèves des régions historiquement défavorisées d'Afrique du Sud. Le projet a été un énorme succès d'année en année, la plupart des étudiants obtenant des distinctions en mathématiques et en sciences, ainsi que dans leurs autres matières. En 2014, le projet a reçu le prix Mail & Guardian Investing In The Future STEM.
March 2019[Depuis quand ?] Investec also helps to fund, along with several other large corporate sponsors, a private software engineering college called Wethinkcode, with campuses in both Johannesburg and Cape Town, with the objective of confronting the youth unemployment crisis in South Africa by providing free tuition for eligible students,.
D'autres parrainages comprenaient l'hommage du 90e anniversaire de Nelson Mandela à Hyde Park à Londres.
Le 31 août 2023, L’EPCR et Investec annoncent que le groupe bancaire et de gestion de patrimoine international sera le nouveau partenaire titre de l'Investec Champions Cup pour les cinq prochaines années.